# Tuath
Tuath, auch túath [tuaθ] (altirisch), tud (kymrisch), *toutā oder *teutā (westindogermanisch), alle mit der Bedeutung „Volk“, war die Bezeichnung für den Stammesverband, der von einem König (keltisch *rig-s, irisch rí, gallisch rīx) regiert wurde. Im Frühmittelalter soll es in Irland rund 150 derartige tuatha, in Gallien 60 gegeben haben. Eine geschätzte Kopfzahl jedes dieser Verbände wird mit ca. 3.000 Personen angenommen, war also auf einige Dörfer oder Wohnsiedlungen beschränkt. Nach heutigem Verwaltungsverständnis entsprach ein derartiges „Königreich“ ungefähr einem deutschen Landkreis, einer österreichischen Bezirkshauptmannschaft oder einer schweizerischen Talschaft.
Eine Kombination von *toutā und rīx ist im Götternamen (Apollon) Toutiorix, einer Variation von Teutates, zu finden. Im Namen der Túatha Dé Danann („Volk der Danu“), einem der Invasorenvölker Irlands (siehe Lebor Gabála Érenn), ist der Begriff túath ebenso erhalten. Das tuath im gälischen Namen vieler Counties und Unitary Authorities in Schottland ist hingegen nicht verwandt und bedeutet „Nord-“ (Beispiel: North Uist, schottisch-gälisch: Uibhist a Tuath).
Mehrere tuaithe schlossen sich oft zusammen und wurden von einem ruirí („Oberkönig“) regiert, der wiederum einem rí rúrech („König von Oberkönigen, Provinzkönig“) unterstand. Dieser regierte eine der historischen fünf Provinzen Irlands, Ulster, Connacht, Leinster, Munster und Meath (oder Mide).
Die althochdeutsche Form diot, Adjektiv diutse, nahm in späterer Zeit die Bedeutung „deutsch“ an.